# سپیدرخ کمربنددار
سپیدرخ کمربنددار (نام علمی: Leucorrhinia proxima) نام یک گونه از سرده سپیدرخ‌ها است.